# 塞梅尼夫卡 (日梅林卡區)
48°47′23″N 28°20′49″E / 48.78972°N 28.34694°E
塞梅尼夫卡（羅馬化：Semenivka）是烏克蘭的村落，位於該國西南部文尼察州，由日梅林卡區的朱林市鎮負責管轄，始建於1400年，面積1.53平方公里，海拔高度269米，位在代雷布欽北方約2.5公里，在朱林北北東方約9公里，在沙爾霍羅德東方約19公里，在文尼察南南西方約52公里。2001年人口505，人口密度每平方公里331人。